# 紧凑型轿车

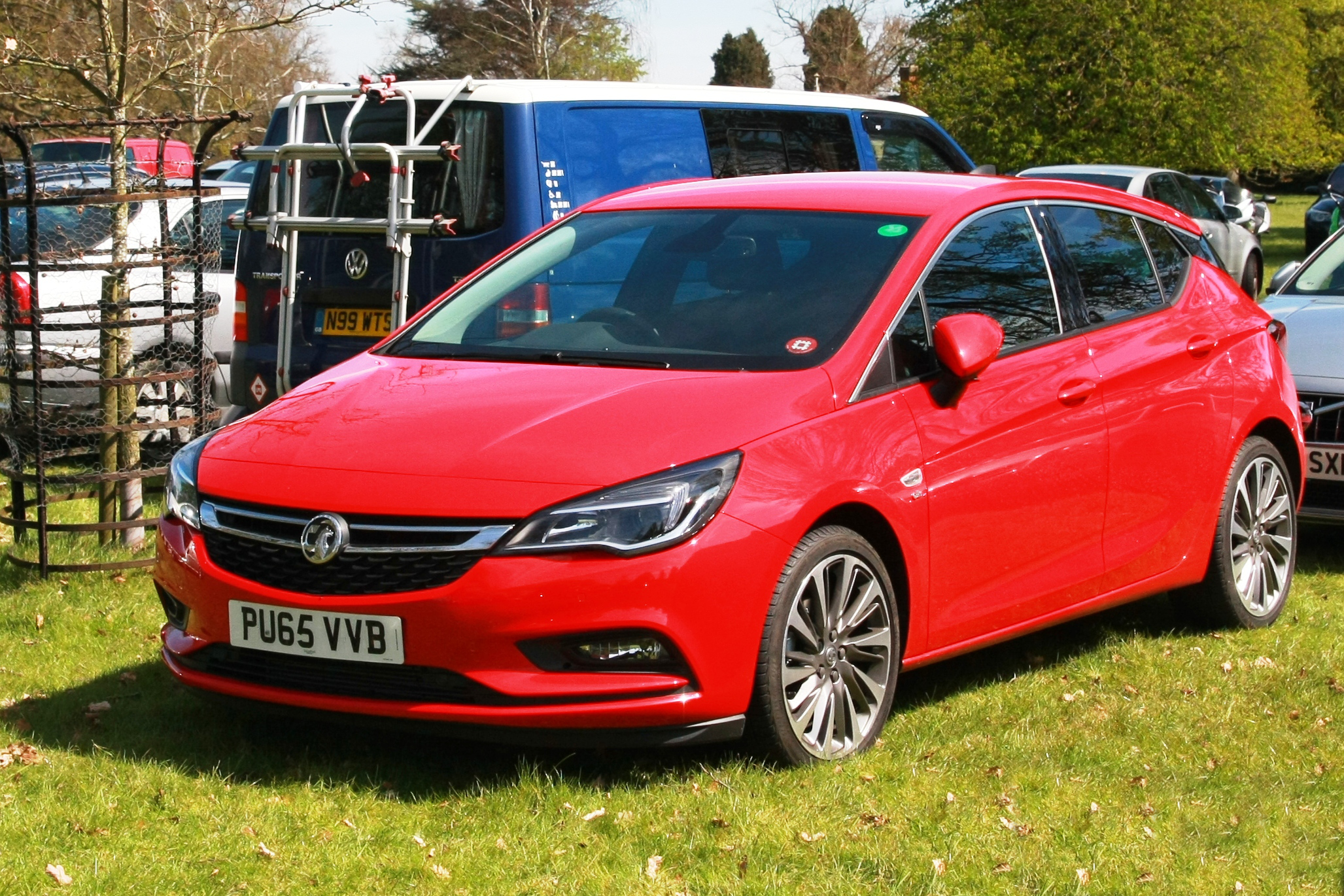
佛賀Astra

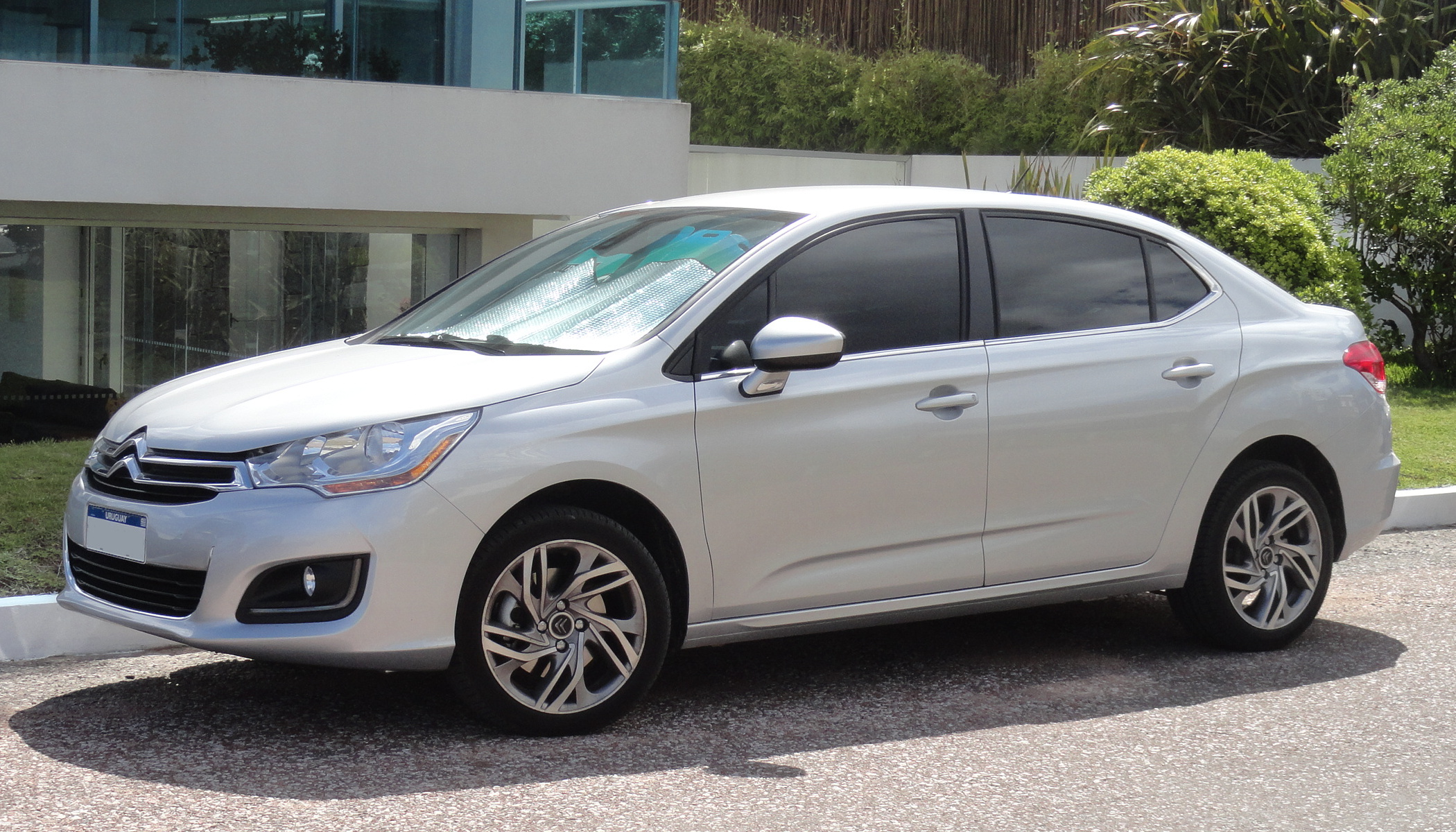
雪鐵龍C4 L

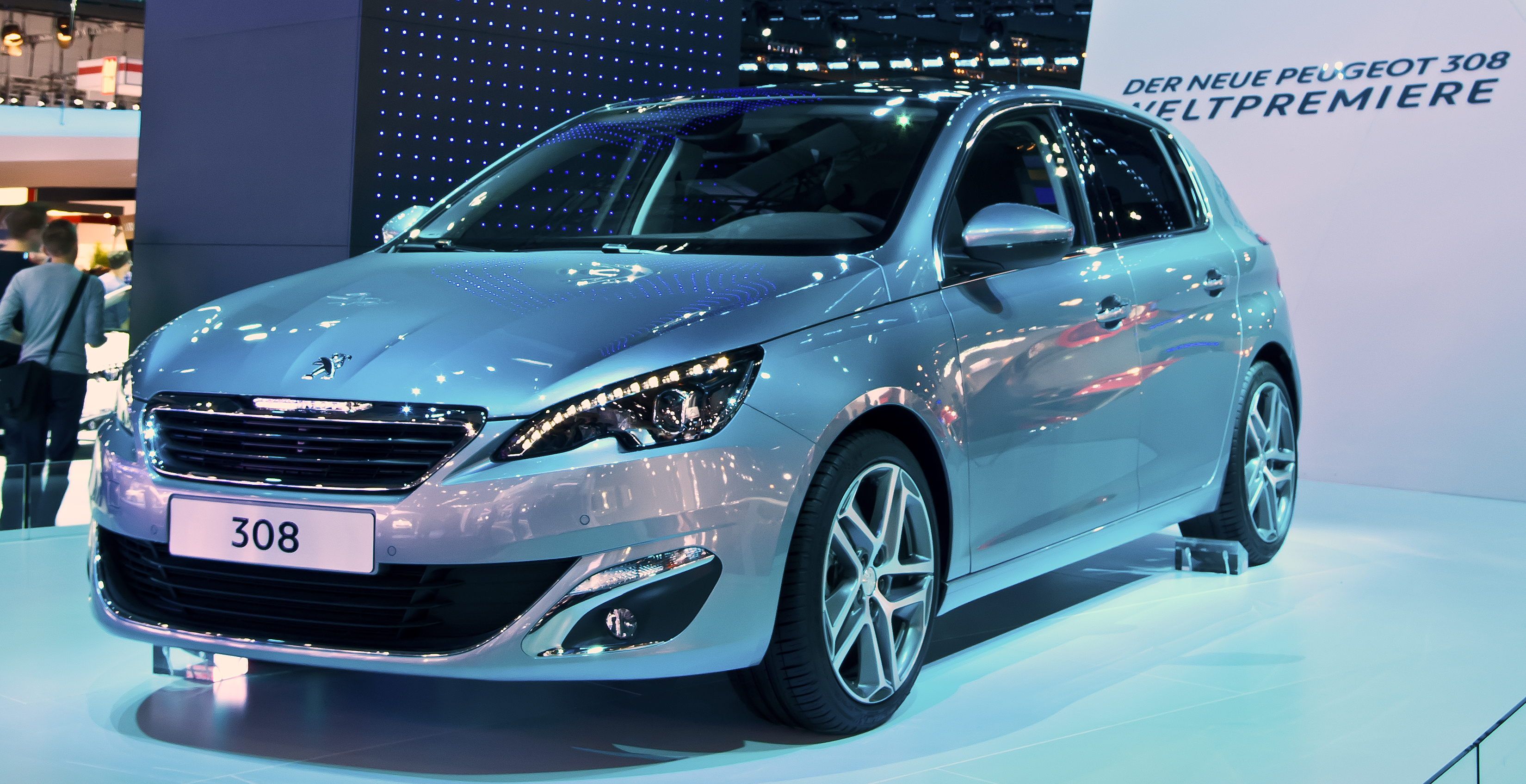
2014 歐洲年度風雲車 标致308

紧凑型轿车（英語：Compact car），即小型家庭用車（small family car），是車輛大小介於中型轿车与次緊湊型車之间的車輛大小分類等級。現在的緊湊型轎車，意指大約具有4,100mm（161in）至4,450mm（175in）車長的掀背車，或者具備4,400mm毫米（173in）至4,750mm（187in）車長三門的敞篷車或轎車都包含在內。
由於價格平實，大部分都是熱賣車輛，也是許多人印象中的首部汽車的車款，又被稱為國民車。
在日本，緊湊型轎車定義為具備有3.4米至4.7米的車長，1.48米至1.7米的車寬，且配備660 cc到2000 cc排量引擎的掀背車或轎車。
實際上，緊湊型轎車通常使用排量在1.4公升至2.4公升的直列四缸汽油或柴油引擎，馬力輸出一般在100bhp至170bhp。當然也有個別車系裝配有渦輪增壓2.0公升或2.5公升引擎的，甚至V6 3.2公升引擎的，馬力輸出能達到170bhp，甚至跨越300bhp，不過這些車型被分類為緊湊型運動轎車或緊湊型運動跑車。
在亞洲市場，為人熟悉的緊湊型轎車有：本田Civic（台灣稱本田喜美，大陸稱本田思域）、三菱Lancer、福斯Golf（Volkswagon Golf）、馬自達3（Mazda アクセラ/Axela）以及豐田卡羅拉（Toyota Corolla Altis）等。